# Đông Sơn boben
Đông Sơn boben (vietnamsko Trống đồng Đông Sơn, dob. 'Bronasti boben Đông Sơn'; imenovan tudi Hegerjev boben tipa I)  je vrsta starodavnega bronastega bobna, ki ga je ustvarila kultura Đông Sơn, ki je obstajala v delti Rdeče reke. Bobne so izdelovali od približno leta 600 pred našim štetjem ali prej do 3. stoletja našega štetja; so eden najbolj osupljivih primerov starodavne obdelave kovin v kulturi. Bobni, uliti v bron z metodo izgubljenega voska, so visoki do enega metra in tehtajo do 100 kilogramov. Bobni Đông Sơn so bili očitno hkrati glasbila in predmeti čaščenja.
Okrašeni so z geometrijskimi vzorci, prizori vsakdanjega življenja, poljedelstva, vojne, živali in ptic ter čolni. Slednje namiguje na pomen trgovine za kulturo, v kateri so bili izdelani, sami bobni pa so postali predmet trgovanja in dediščina. Več kot 200 so jih našli na območju od vzhodne Indonezije do Vietnama in delov južne Kitajske.
Podobe na površini bobnov Đông Sơn so pogosto prikazane v številnih kulturnih inštitutih v Vietnamu, eden je bil prikazan v pisarni vietnamskega parlamenta med nekaterimi vietnamskimi vrhovi ASEAN.

## Zgodovina
Glede na starodavno zgodovino so bili bronasti bobni prvič omenjeni v Shi Ben in Knjiga poznejšega Hana (kitajsko Hòu Hànshū -  後漢書), kjer je pisalo, da je kitajski general Ma Yuan stopil bronaste bobne, zasežene iz Lạc Việt v Jiaozhi (vietnamsko Giao Chỉ), da bi naredil bronaste konje.
Bronasti bobni so bili v starodavnem Vietnamu čaščeni kot kultni predmeti.[4] Izkopane bronaste bobne so častili kot Thần Đồng Cổ (bog bronastih bobnov) v več templjih, kot sta tempelj Đông Cổ in tempelj Cao Sơn.[5] Boben Ngoc Lu je bil najden leta 1893 v provinci Hà Nam. Bobni Đông Sơn skupaj z bronastimi izdelki so bili izkopani leta 1924 v vasi Đông Sơn v provinci Thanh Hóa v Vietnamu.
Leta 1902 je F. Heger izdal zbirko 165 velikih bronastih bobnov, ki jih je razdelil v štiri vrste.Higham, Charles (1996). The Bronze Age of Southeast Asia. Cambridge World Archaeology. ISBN 0-521-56505-7.
Kitajski arheolog je bobne Heger I. razvrstil v večje in težje bobne Yue, vključno z bobni Đông Sơn in bobni Dian, v osem podvrst.
Odkritje bobnov Đông Sơn v Novi Gvineji velja za dokaz trgovinskih povezav – ki trajajo vsaj zadnjih tisoč let – med to regijo ter družbama Jave in Kitajske. 

## Videz
Bobni so simetričnega videza s tremi deli:
- sod (zgornji del telesa)
- glava (zgornji del)
- noga (spodnji del)

Vzorci na bobnih so realističnega sloga in prikazujejo hiše na kolih, plešoče ljudi, ljudi, ki tolčejo riž, udarjajo po bobnih in jadrajo, skupaj z živalmi in pticami. Prizori prikazujejo vsakdanje življenje starodavnega Việta in odsevajo umetniški talent in um. Bobne so uporabljali kot glasbila na festivalih, kot so molitve za dež, za dobro letino in obredih, kot so poroke in pogrebi, pa tudi za poveljevanje v vojski. Uporabljali so jih tudi kot pogrebne predmete in simbol moči plemenskih voditeljev.

## Razvrstitev
Bobne Heger I iz kulture Đông Sơn je leta 1990 razvrstil in razdelil v pet skupin vietnamski učenjak Pham Huy Thong, delitev, ki je pomenila kronološko zaporedje. Najzgodnejši, skupina A, obsega niz velikih in zapleteno okrašenih bobnov. Skupino B sestavljajo manjši bobni, ki imajo skoraj povsod skupino vodnih ptic v letu kot ključni motiv na bobniču in plašču. Skupina C ima osrednjo ploščo na timpanonu, sestavljeno iz vrste bojevnikov s perjem, nameščenih znotraj druge plošče vodnih ptic v letu. Krastače obrobljajo rob timpanona, medtem ko je bil plašč okrašen bodisi z vzorci v obliki čolnov bodisi z geometrijskimi vzorci.

## Znani bobni

### Ngọc Lũ
Boben Ngọc Lũ velja za najpomembnejši boben Đông Sơn. Boben so po naključju odkrili leta 1893 v provinci Hà Nam, jugovzhodno od Hanoja, in ne med načrtovano ekspedicijo. V nasprotju z večino drugih bobnov Đông Sơn ima glava bobna tri koncentrične plošče, ki prikazujejo živali ali ljudi, prepletene s trakovi geometrijskih ali krožnih vzorcev. Zdi se, da je najbolj notranja plošča samosklicujoča upodobitev, saj je okrašena s slikami ljudi, za katere se zdi, da izvajajo obred, v katerem sodelujejo sami bobni. Prikazana so tudi druga glasbila ter dejavnosti gojenja in žetve riža. Dve zunanji plošči sta okrašeni s prizori jelenov, kljunorožcev in žerjavskih čapelj.

### Hoàng Ha
Boben Hoàng Ha je znan boben Đông Sơn. Odkrili so ga v provinci Hòa Bình leta 1937 blizu vasi Hoàng Ha, z zunanjo ploščo iz žerjavskih čaplji in notranjo ploščo, ki prikazuje procesijo, podobno tisti, opisani na bobnu Ngọc Lũ, najbolj znanem bobnu Đông Sơn. Upodablja štiri pernate moške, ki hodijo v vrsti, mahajo s sulicami, z dvema glasbenikoma za seboj. Oseba je upodobljena, kako stoji pod napuščem hiše in udarja v boben, medtem ko so riževa polja nenadzorovana, kar ptici omogoča, da poje riž, ki je bil namenjen za mlatenje. Čolni, upodobljeni na plašču bobna, so zelo podobni, s podobnim razcepljenim premcem, lokostrelcem, ki stoji na dvignjeni ploščadi, in bobnom. Vendar se boben od bobna Ngọc Lũ razlikuje po tem, da živali ni.

### Cổ Loa
Boben Cổ Loa je pomemben primerek, ki prikazuje procesijo, podobno tisti, opisani v bobnu Ngọc Lũ. Boben ima samo dva vojščaka s sulicami, v nasprotju z bobnom Ngọc Lũ. Druga razlika je v tem, da ansambel tolkalcev sestavljajo trije bobnarji, pri čemer en boben leži pod napuščem hiše. Medtem je v procesu mlatenja riža prikazana dodatna oseba. Oseba ima dolge lase in seje žito v skledo. Ansambel tolkal je drugače prikazan tudi v tem, da bobnarji ne bobnajo vsi sinhronizirano. Dva od bobnarjev sta upodobljena v stiku z bobnom, medtem ko imata druga dva bobnarja palici dvignjeni. 

### Sông Đà
Boben Sông Đà je pomemben primerek, odkrit v Ha Son Binhu v 19. stoletju. Boben prikazuje procesijo, podobno tisti, ki je opisana v bobnu Ngọc Lũ. Ta boben se razlikuje po tem, da prikazuje štiri skupine moških v procesiji s pernatimi pokrivali namesto dveh. Prav tako vsak sklop sestavljajo trije ali štirje ljudje, od katerih se zdi, da nobeden ni oborožen. Držo moških so razlagali tako, da sodelujejo v plesu in ne v vojaškem obredu. Na tem bobnu je upodobljen le en par ljudi, ki mlatita riž, in ni igralca na činele. Vendar splošni motivi, kot so čolni na plašču, ostajajo na mestu.

### Drugi
Boben Quang Xuong iz province Thanh Hóa je še en primerek, za katerega se domneva, da je verjetno poznejši. Vendar je boben manjši in podobe je težje interpretirati.
Veliki bobni, najdeni v severnem Vietnamu, so bili na splošno v manjšini, saj ima večina bobnov preproste okraske z manj upodobitvami ljudi. Boben Ban Thom ima samo notranjo ploščo s štirimi hišami in pernatimi ljudmi, ki stojijo sami ali v parih.